# Narrenmuseum Niggelturm
Das Narrenmuseum Niggelturm ist ein Museum zur Tradition der schwäbisch-alemannischen Fastnacht in Gengenbach im Ortenaukreis in Baden-Württemberg.

## Das Museum
Das Narrenmuseum Niggelturm befindet sich seit 1982 im Niggelturm, der Teil der historischen Stadtbefestigung von Gengenbach im Ortenaukreis in Baden-Württemberg ist. Es zeigt die Tradition der schwäbisch-alemannische Fastnacht, in Gengenbach Fasend genannt. Zahlreiche Fasendfiguren sind in Lebensgröße zu sehen, Informationen über die Narrenkleidung, weitere närrische Utensilien und die Entstehung der Holzmasken werden dargestellt. Neben einheimischen Fasnachtsfiguren sind Kostüme und Masken aus dem gesamten schwäbisch-alemannischen Raum ausgestellt.
Betrieben wird das Museum durch die Narrenzunft Gengenbach 1499 e.V. Es ist ins lokale Brauchtum der Gengenbacher Fasend eingebunden: Im Narrenmuseum wird „der ‚Schalk‘ geweckt“, bevor die Narren mit ihm zur Rathausübergabe ziehen.

## Ausstellung
Im ersten Stockwerk vermittelt eine Multimedia-Show die Geschichte der Gengenbacher Fasnacht. Ergänzt wird dies durch die Ausstellung von Löwen- und Schreckköpfen sowie ein Modell des historischen Niggelturms. Eine nachgebildete Gefängniszelle erinnert an die Zeit, als der Turm als Stadtgefängnis genutzt wurde. Das zweite Stockwerk widmet sich dem „Schnurren und Schnaigen“, einer traditionellen Fastnachtszeremonie. Historische Bilder, die Narrenkachel aus dem 16. Jahrhundert und die erste Gengenbacher Holzmaske geben Einblicke in die Anfänge der Tradition. Im dritten Stockwerk wird die Hauptfigur der Gengenbacher Fasnacht, der „Schalk“, vorgestellt. Eine interaktive Darstellung zeigt das traditionelle „Schalkswecken“, das den offiziellen Start der Straßenfasnacht markiert. Im vierten Stockwerk ist eine Werkstatt nachgebildet, in welcher die Entstehung von Holzmasken, Strohschuhen und dem berühmten „Spättlehanselhäs“ gezeigt werden.
Im fünften Stock stehen die bekannten Fastnachtskostüme im Mittelpunkt, darunter Hexen, Strohmänner, die „Usgstopfte“, der „Lumbehund“. Zusätzlich werden dort auch verschiedene Utensilien der Straßenfasnacht gezeigt, wie die Streckscheren der „Spättlehanselhäs“ und Feuerhaken. Streckscheren sind gitterartige ausfahrbare x-förmige Holzgegenstände zum Ärgern von Mützen- und Hutträgern.
Das sechste Stockwerk präsentiert eine Sammlung der schönsten Fastnachtsfiguren aus der gesamten Region, welche die schwäbisch-alemannische Fasnacht prägen. Der siebte Stock bietet sowohl einen großen Überblick über Gengenbach, als auch wechselnde Sonderausstellungen, welche die Fastnacht aus verschiedenen Perspektiven beleuchten.

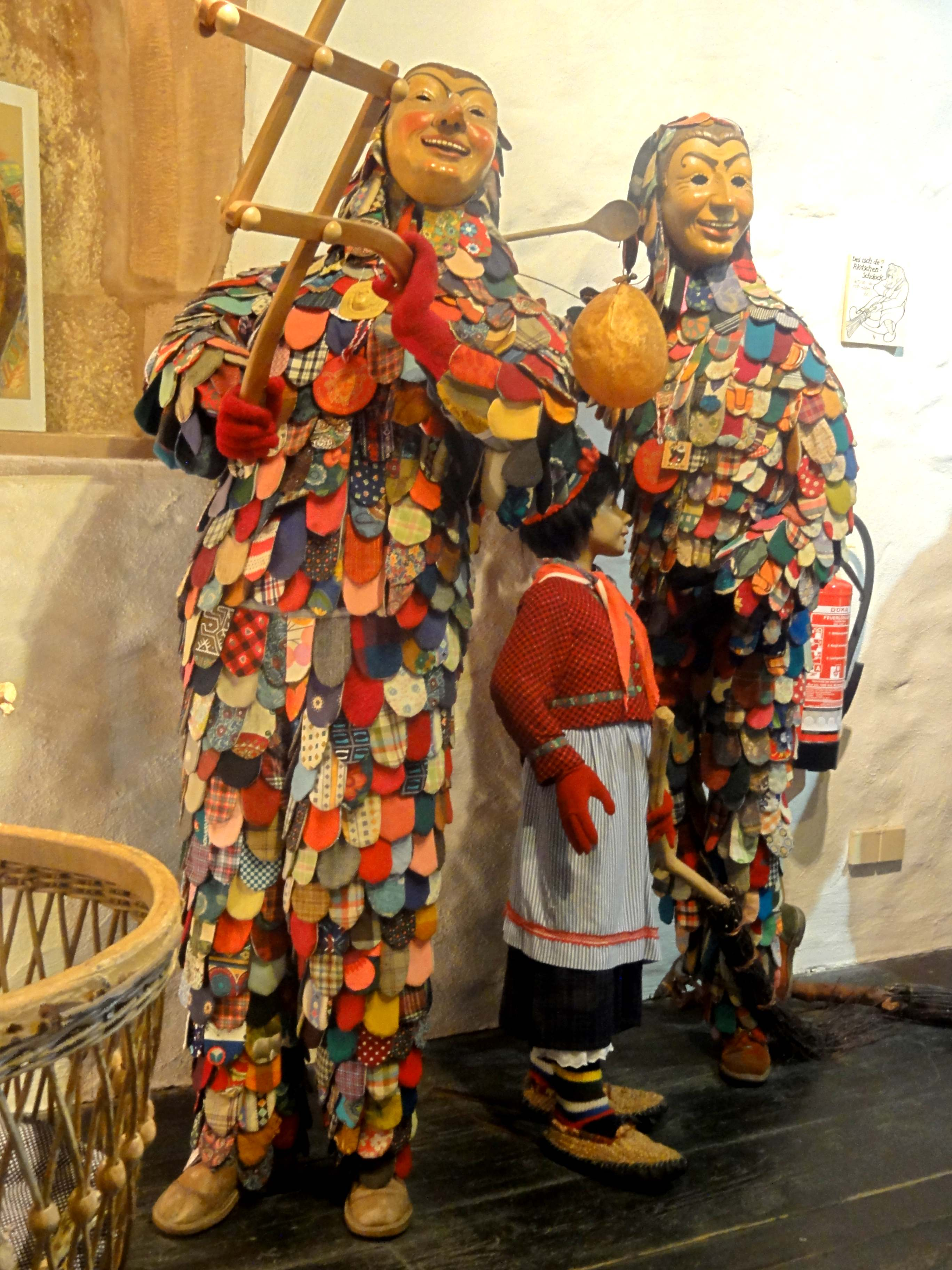
Fastnachtsfiguren
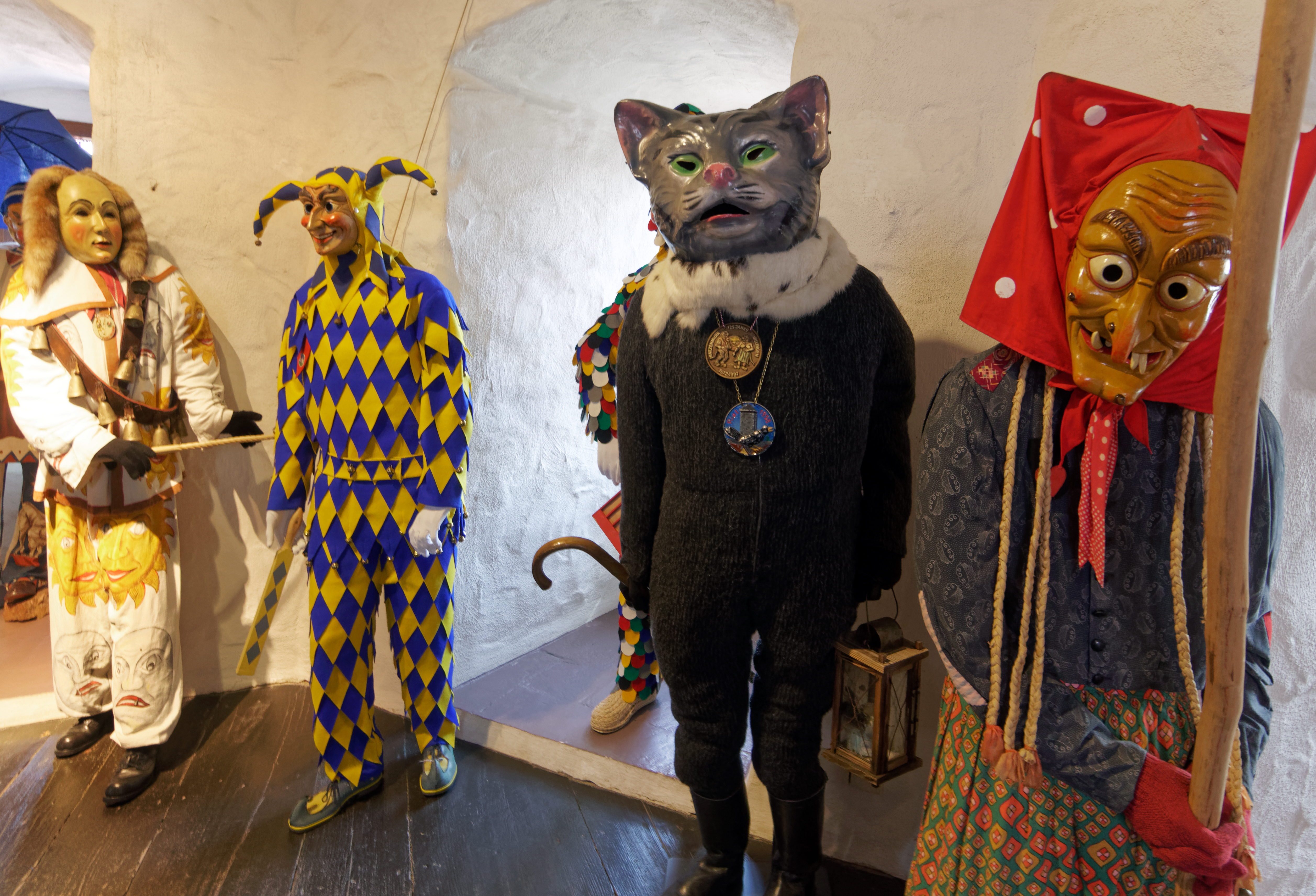
Fastnachtsfiguren
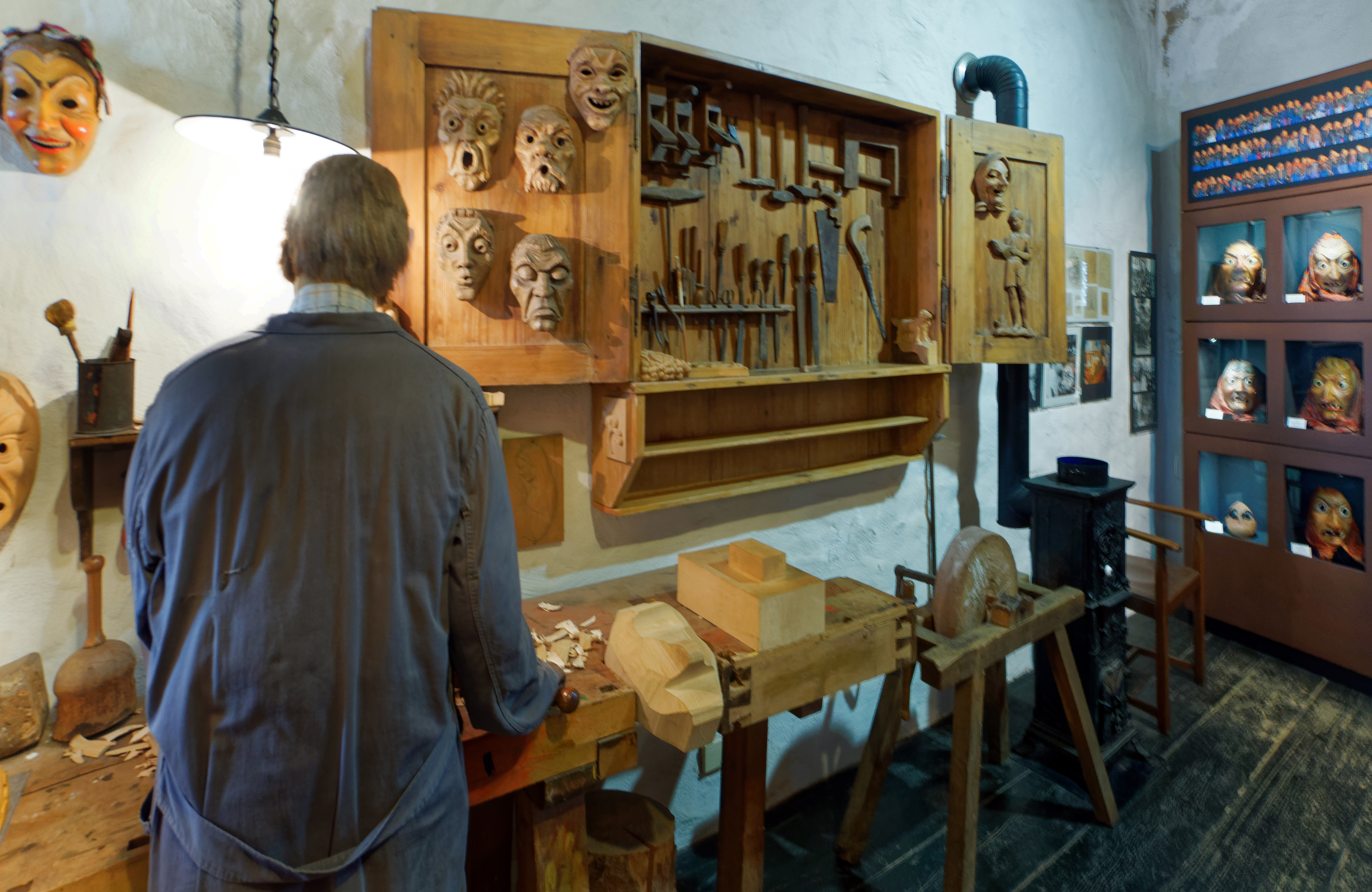
Maskenmacher
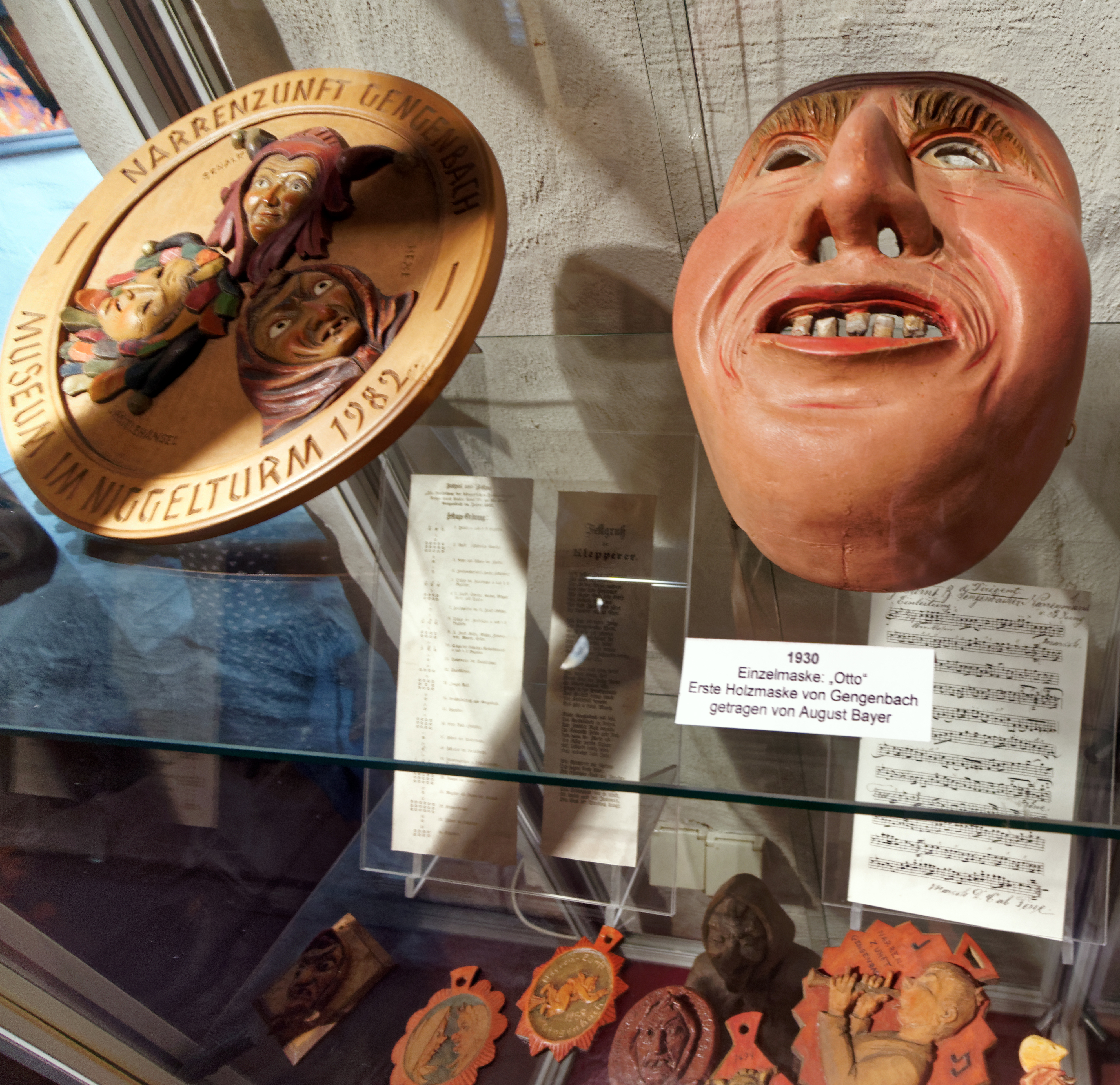
Holzmaske, 1930